# Speedy Claxton
Craig "Speedy" Claxton (Hempstead, New York, 8. svibnja 1978.) američki je profesionalni košarkaš. Igra na poziciji razigravača, a trenutačno je član NBA momčadi Golden State Warriors. Izabran je u 1. krugu (20. ukupno) NBA drafta 2000. od strane Philadelphia 76ersa.

## Sveučilište
Pohađao je sveučilište Hofstra. Claxton je odveo Flying Dutchmene do finalne utakmice Istočne konferencije. Pobijedivši sveučilište u Delwareu, Flying Dutchmeni su prošli u NCAA natjecanje. Međutim nisu ostvarili veći uspjeh jer su poraženi već u prvom krugu.

## NBA karijera
Izabran je kao 20. izbor NBA drafta 2000. od strane Philadelphia 76ersa. Nakon propuštanja cijele rookie sezone zbog ozljede koljena, Claxton je krajem sezone 2001./02. mijenjan u San Antonio Spurse. U San Antonio Spursima odigrao je jednu sezonu i bio važan igrač u rotaciji. S njima je osvojio svoj jedini NBA prsten u dosadašnjoj karijeri, pobijedivši u finalu New Jersey Netse 4-2. U sezoni 2003./04. Claxton je potpisao trogodišnji ugovor vrijedan 10 milijuna dolara i postao član Golden State Warriorsa. 24. veljače 2005. Claxton je mijenjan u New Orleans Hornetse zajedno s Daleom Davisom u zamjenu za Barona Davisa. 12. srpnja 2006. Calxton je potpisao četverogodišnji ugovor vrijedan 25 milijuna dolara i postao član Atlanta Hawksa. S njima je proveo tri sezone, ali je uspio odigrati samo 44 utakmice zbog stalnih ozljeda. 25. lipnja 2009. Claxton je mijenjan u Golden State Warriorse zajedno s Acie Lawom u zamjenu za Jamala Crawforda, ali je ubrzo otpušten. 

## Privatni život
Claxton ima kćer Aniyu u sadašnjem braku sa suprugom Khamekom.

## NBA statistika

### Regularni dio
| Godina    | Klub             | Odig. uta. | Uta. poč. | Min. | 2P%  | 3P%  | Sl. bac.% | Skok. | Asist. | Ukr. lop. | Blok. | Poena |
| --------- | ---------------- | ---------- | --------- | ---- | ---- | ---- | --------- | ----- | ------ | --------- | ----- | ----- |
| 2001./02. | Philadelphia     | 67         | 18        | 22.8 | .400 | .121 | .838      | 2.4   | 3.0    | 1.4       | .1    | 7.2   |
| 2002./03. | San Antonio      | 30         | 0         | 15.7 | .462 | .000 | .684      | 1.9   | 2.5    | .7        | .2    | 5.8   |
| 2003./04. | Golden State     | 60         | 29        | 26.6 | .427 | .182 | .813      | 2.6   | 4.5    | 1.6       | .2    | 10.6  |
| 2004./05. | Golden State     | 46         | 44        | 32.6 | .431 | .192 | .761      | 3.3   | 6.2    | 1.9       | .1    | 13.1  |
| 2004./05. | New Orleans      | 16         | 3         | 22.8 | .373 | .111 | .610      | 1.9   | 5.5    | 1.4       | .1    | 6.8   |
| 2005./06. | NO/Oklahoma City | 71         | 3         | 28.4 | .413 | .270 | .769      | 2.7   | 4.8    | 1.5       | .1    | 12.3  |
| 2006./07. | Atlanta          | 42         | 31        | 25.1 | .327 | .214 | .550      | 1.9   | 4.4    | 1.7       | .1    | 5.3   |
| 2008./09. | Atlanta          | 2          | 0         | 7.5  | .286 | .000 | .500      | .0    | 1.5    | .0        | .0    | 2.5   |
| Ukupno    |                  | 334        | 128       | 25.6 | .409 | .193 | .762      | 2.5   | 4.3    | 1.5       | .1    | 9.3   |

### Doigravanje
| Godina    | Klub         | Odig. uta. | Uta. poč. | Min. | 2P%  | 3P%  | Sl. bac.% | Skok. | Asist. | Ukr. lop. | Blok. | Poena |
| --------- | ------------ | ---------- | --------- | ---- | ---- | ---- | --------- | ----- | ------ | --------- | ----- | ----- |
| 2001./02. | Philadelphia | 5          | 0         | 9.8  | .333 | .000 | .667      | .2    | 2.8    | 1.0       | .0    | 2.4   |
| 2002./03. | San Antonio  | 24         | 0         | 13.6 | .438 | .000 | .750      | 1.9   | 1.9    | .7        | .2    | 5.2   |
| 2008./09. | Atlanta      | 1          | 0         | 3.0  | .000 | .000 | .000      | .0    | .0     | .0        | .0    | .0    |
| Ukupno    |              | 30         | 0         | 12.6 | .427 | .000 | .740      | 1.5   | 2.0    | .7        | .2    | 4.6   |

## Vanjske poveznice
- Profil na NBA.com
- Profil  Arhivirana inačica izvorne stranice od 24. studenoga 2015. (Wayback Machine) na Basketball-Reference.com